# Prawo Bowleya
Prawo Bowleya – prawo stałości względnego udziału płac w PKB sformułowane przez brytyjskiego ekonomistę Arthura Bowleya na podstawie danych brytyjskiej gospodarki z końca XIX i początku XX wieku. Zgodnie z tym prawem ⅓ wypracowanych zysków była zatrzymywana przez przedsiębiorcę, a pozostała część trafiała do pracowników w formie pensji. Prawdziwość prawa Bowleya potwierdzała się w większości krajów rozwiniętych do lat 1980.